# Ferrovia Ballingrane-Tralee
La ferrovia Ballingrane–Tralee è una linea ferroviaria dismessa irlandese che alla sua massima estensione collegò Ballingrane, nella contea di Limerick, a Tralee, nella contea del Kerry.
Nei pressi di Listowel si diramava la linea per Ballybunion, la quale era una monorotaia di tipo Lartigue.

## Storia
Completata la linea ferroviaria Limerick–Foynes nel 1858, sul finire degli anni cinquanta del XIX secolo fu istituita la compagnia Rathkeale and Newcastle Junction con il compito di costruire un raccordo che unisse le due cittadine della contea di Limerick alla stazione di Ballingrane. La linea fu aperta all'esercizio, che fu assunto dalla Waterford and Limerick Railway (WLR), il 1º gennaio 1867.
Nel corso degli anni settanta fu istituita la Limerick and Kerry Railway che costruì il tracciato ferroviario da Newcastle West a Tralee. La nuova linea fu aperta all'esercizio il 20 dicembre 1880 e anche in questo caso l'esercizio fu affidato alla WLR. Tralee dal 1859 era servita dalla linea proveniente da Mallow la quale era gestita da un'impresa diversa, la Great Southern and Western Railway (GS&WR). Per questo motivo, l'attestazione della linea proveniente da Ballingrane avvenne in uno scalo diverso, denominato Tralee North.
La GS&WR assorbì in successione la WLR, nel 1901, e le due società proprietarie della strada ferrata, nel 1902. La GS&WR procedette ad unificare gli scali della città di Tralee chiudendo la stazione North. La linea seguì le vicende del gruppo GS&WR: passò alla Great Southern Railways (GSR) nel 1925 e alla Córas Iompair Éireann (CIÉ) nel 1945.
La CIÉ soppresse il servizio viaggiatori nel 1963, mantenendo quello merci per Listowel e Lixnaw fino al 1983. Sul finire degli anni ottanta la ferrovia fu disarmata completamente.

## Percorso
|  |  | Continuation backward |

|  |  | Unknown route-map component "eBHF" |

|  | Unknown route-map component "CONTgq" | Unknown route-map component "xABZgr" |  |  |

|  |  | Unknown route-map component "exBHF" |

|  |  | Unknown route-map component "exBHF" |

|  |  | Unknown route-map component "exBHF" |

|  |  | Unknown route-map component "exBHF" |

|  |  | Unknown route-map component "exBHF" |

|  |  | Unknown route-map component "exBHF" |

|  |  | Unknown route-map component "exBHF" |

|  | Unknown route-map component "exKBHFa" | Unknown route-map component "exBHF" |  |  |

| Unknown route-map component "exCONTgq" | Unknown route-map component "exSTRr" | Unknown route-map component "exSTR" |  |  |

|  |  | Unknown route-map component "exBHF" |

|  |  | Unknown route-map component "exBHF" |

|  |  | Unknown route-map component "exBHF" |

|  | Unknown route-map component "exCONTgq" | Unknown route-map component "exABZg+r" |  |  |

| Unknown route-map component "exCONTgq" | Unknown route-map component "exSTR+r" | Unknown route-map component "exSTR" |  |  |

|  | Unknown route-map component "exKBHFe" | Unknown route-map component "exBHF" |  |  |

|  |  | Unknown route-map component "KBHFxa" |

|  |  | Continuation forward |